# Taphozous troughtoni
Taphozous troughtoni är en insektsätande småfladdermusart som beskrevs av George Henry Hamilton Tate (1894–1954) år 1952. Dess artnamn på engelska (Troughton's sheath-tailed bat) och på tyska (Troughtons Scheidenschwanzfledermaus eller die Troughton-Scheidenschwanzfledermaus) betyder "Troughtons skidsvansfladdermus".
Taphozous troughtoni ingår i släktet gravfladdermöss (Taphozous) och familjen frisvansade fladdermöss (Emballonuridae). Den har nästan samma utseende som Taphozous georgianus, och den listades en längre tid som synonym till denna art. Skillnaden mellan dessa två arter består främst i avvikande ljud som används för ekolokaliseringen.
Arten förekommer i nordöstra Australien.

## Utseende
Några individer som undersöktes 1991 hade en kroppslängd (huvud och bål) av 79,4 till 86,3 mm och en svanslängd av 31,5 till 36,9 mm. De hade 72,7 till 75,6 mm långa underarmar och 22,4 till 27,1 mm långa öron.
Denna gravfladdermus är med en vikt på 20 till 29 g ganska stor. Den har huvudsakligen olivbrun päls med några gråa hår inblandade. Vissa ställen är mer rödbrun. Hos Taphozous troughtoni förekommer inget säckformigt organ på strupen. Den säckformiga strukturen på vingarna som kännetecknar flera andra släktmedlemmar finns även hos denna art.
Vissa delar av flygmembranen, särskild svansflyghuden, är täckta av hår.

## Utbredning
Arten förekommer i Queensland i Australien, inklusive södra Kap Yorkhalvön. Den lever i olika habitat, bland annat öppna skogar och bergstrakter med gräs av släktet Spinifex.

## Ekologi
Taphozous troughtoni vilar i grottor, i övergivna gruvor, i bergssprickor och under överhängande klippor. Den bildar där flockar eller stora kolonier. Jakten sker ovanför trädtopparna eller över öppna landskap. Enligt en studie från 2008 har arten främst gräshoppor som byten som flyger hög över marken. Ibland bäras bytet till ett gömställe innan det äts. Taphozous georgianus använder ljud med en frekvens omkring 25 kHz under jakten. Hos Taphozous troughtoni är frekvensen betydlig lägre.

## Status
Beståndet minskar i västra delen av utbredningsområdet. Hela populationen listas däremot som livskraftig (LC).